# Ingrid van Engelshoven
Ingrid van Engelshoven (Delft, 12 luglio 1966) è una politica olandese, membro e presidente dei Democratici 66 dal 2007 al 2013, dal 26 ottobre 2017 al 10 Gennaio  2022 ricoprì l'incarico di Ministro dell'istruzione, della cultura e della scienza nel Governo Rutte III.

## Biografia
Ingrid van Engelshoven ha studiato Scienze politiche e Giurisprudenza all'Università Radboud di Nimega e all'Università di Leida. Come avvocato, lavora per lo studio legale Dröge e van Drimmelen. Dal 12 maggio 2007 al 9 marzo 2013, è stata la presidente del partito Democratici 66, a cui ha appartenuto dagli anni '80. Dal 2010 al 2013, ha lavorato come consigliere comunale a L'Aia.
Nel luglio 2020, ha ufficializzato al Parlamento, l’avvio dell’iter per l’abolizione della dicitura «Maschio» e «Femmina» sui documenti di identità dei Paesi Bassi. I nuovi documenti sprovvisti dell'identità di genere entreranno in vigore nel lasso di tempo che intercorre tra l'anno 2024 e il 2025.